# Аксель Бахманн
Аксель Бахманн (нар. 4 листопада 1989, Сьюдад-дель-Есте) — парагвайський шахіст, другий гросмейстер в історії країни (звання здобув 2008 року), після Сенона Франко Окампоса.

## Шахова кар'єра
Неодноразово брав участь на панамериканському чемпіонаті серед юніорів у різних вікових категоріях (в тому числі здобувши 2005 року золоту медаль в категорії до 16 років), а також на чемпіонатах світу серед юнаків (1999, 2001, 2005). У 2004 році завоював звання чемпіона Парагваю в особистому заліку. Від 2004 до 2012 року чотири рази брав участь у шахових олімпіадах.
Гросмейстерські норми виконав у 2006 році на олімпіаді в Турині, а також у Вілла Мартеллі (поділив 1-ше місце разом з Олександром Фієром). Серед його індивідуальних успіхів можна відзначити, в тому числі в:
- Сантусі (2005, посів 1-ше місце а також 2006, поділив 1-ше місце разом з Херманом ван Рімсдейком),
- Віторії (2007, посів 1-ше місце),
- Гуарапарі (2007, посів 1-ше місце),
- Мериді (2007, відкритий турнір Меморіалу Карлоса Торре, посів 1-ше місце),
- Асунсьйоні (2008, посів 1-ше місце),
- Вілла Мартеллі (2008, посів 1-ше місце),
- Нюрнбергу (2008, поділив 1-ше місце разом з Аріком Брауном, Давидом Барамідзе i Олександром Береловичем),
- Вінтертурі (2008, поділив 1-ше місце разом з Дейвідом Хауеллом),
- Дайцизау (2009, турнір Neckar-Open , поділив 1-ше місце разом з Аркадієм Найдічем i Фернандо Перальтою),
- Рошфор (2014)[3],
- Каппель-ла-Гранд (2014, поділив 1-ше місце разом з Сергієм Азаровим),
- Ясси (2014, посів 1-ше місце)[4],
- Лінарес (2014, чемпіонат іберо-американських країн, посів 1-ше місце)[5].

Найвищий рейтинг Ело дотепер мав станом на 1 липня 2014 року, досягнувши 2652 пунктів, посідав тоді 1-ше місце серед парагвайських шахістів.

## Зміни рейтингу
| На цьому місці має відображатися графік чи діаграма, однак з технічних причин його відображення наразі вимкнено. Будь ласка, не видаляйте код, який викликає це повідомлення. Розробники вже працюють для того, щоби відновити штатне функціонування цього графіка або діаграми. | |
| | На цьому місці має відображатися графік чи діаграма, однак з технічних причин його відображення наразі вимкнено. Будь ласка, не видаляйте код, який викликає це повідомлення. Розробники вже працюють для того, щоби відновити штатне функціонування цього графіка або діаграми. |